# Dioncomena jagoi
Dioncomena jagoi är en insektsart som beskrevs av David R. Ragge 1980. Dioncomena jagoi ingår i släktet Dioncomena och familjen vårtbitare. Inga underarter finns listade i Catalogue of Life.